# Nàn Ma
Nàn Ma là một xã thuộc huyện Xín Mần, tỉnh Hà Giang, Việt Nam.

## Địa lý
Xã Nàn Ma có vị trí có vị trí địa lý:
- Phía đông giáp xã Bản Ngò
- Phía tây và nam giáp tỉnh Lào Cai
- Phía bắc giáp thị trấn Cốc Pài và xã Pà Vầy Sủ.

Xã Nàn Ma có diện tích 19,13 km², dân số năm 2019 là 3.384 người, mật độ dân số đạt 177 người/km².

## Hành chính
Xã Nàn Ma được chia thành 7 thôn, bản: Lùng Sán, Lao Chí Trải, Cố Pú, Na Lý, Lùng Vài, Nàn Ma, Nàn Lũy.

## Lịch sử
Trước đây, Nàn Ma là một xã thuộc huyện Hoàng Su Phì.
Ngày 15 tháng 12 năm 1962, Hội đồng Chính phủ ban hành Quyết định 211/1962/QĐ-CP về việc chia xã Cốc Pài thành xã Cốc Pài (nay là thị trấn Cốc Pài) và xã Nàn Ma.
Ngày 1 tháng 4 năm 1965, Hội đồng Chính phủ ban hành Quyết định số 49-CP về việc thành lập huyện Xín Mần trên cơ sở tách xã Nàn Ma thuộc huyện Hoàng Su Phì.